# 에웨족

민족기

에웨족(Ewe)은 그베어군의 에웨어를 사용하는 서아프리카 해안 지대의 민족이다. 가나에 약 600만 명, 토고에 약 310만 명 거주하며 베냉과 나이지리아에도 에웨족 인구가 있다. 같은 그베(Gbe) 계통 언어를 쓰는 연관 민족으로 폰족, 겐족, 아자족 등이 있다.

## 같이 보기
- 폰족